# Ilema
Ilema is een geslacht van vlinders van de familie spinneruilen (Erebidae), uit de onderfamilie Lymantriinae.

## Soorten
- I. altichalana Holloway, 1999
- I. baruna Moore, 1859
- I. costalis Walker, 1855
- I. costiplaga Walker, 1862
- I. chalana Moore, 1859
- I. chloroptera Hampson, 1893
- I. eurydice Butler, 1885
- I. montanata Holloway, 1982
- I. petrilinnaea Bryk, 1935
- I. preangerensis Heylaerts, 1892
- I. vaneeckei Collenette, 1932
- I. virescens Moore, 1879